# Ukrainske hryvnia
Hryvnia (₴, ukrainsk гривня [ˈɦrɪu̯nʲɑ], ISO 4217-kode UAH) er valutaen i Ukraine. 1 hryvnia deles i 100 kopiyka (копійка). Valutaen blev indført i 1996 under den daværende præsident Leonid Kutjma og afløste valutaen karbovanets som blev brugt 1992-1996, og som var præget af hyperinflation. 
Den første serie pengesedler med navnet hryvnia blev påbegyndt i 1992 men valutaen blev først sat i omløb i 1996.
Hryvnia var desuden navnet på den første valuta i den ukrainske stat, der blev udråbt efter den Russiske Revolution i 1917, og navnet kendes også brugt i Kijevriget.